# Спеціальна контрольна комісія Верховної Ради України з питань приватизації
Спеціальна контрольна комісія Верховної Ради України з питань приватизації — спеціальна контрольна комісія Верховної Ради України, утворена 4 грудня 2007 року згідно із статтею 10 Закону України «Про приватизацію державного майна».

## Предмет відання
Комісія здійснює законопроєктну роботу, готує, попередньо розглядає питання, віднесені до повноважень Верховної Ради України, та виконує контрольні функції у таких сферах відання:
- контроль за дотриманням законодавства про приватизацію, реприватизацію;
- контроль за виконанням Державної програми приватизації;
- контроль за діяльністю органів приватизації;
- аналіз наслідків приватизації;
- систематичне інформування Верховної Ради України про хід приватизації.

## Склад Комісії у Верховній Раді VII скликання[3]
Голова Комісії — Мармазов Євген Васильович — фракція Комуністичної партії України;
Перший заступник голови Комісії — Єгоров Олександр Миколайович — фракція Партії Регіонів;
Заступник голови Комісії — Леонов Едуард Володимирович — фракція Всеукраїнського об'єднання «Свобода»;
Заступник голови Комісії — Різаненко Павло Олександрович — фракція Політичної партії «УДАР Віталія Кличка»;
Секретар Комісії — Кіссе Антон Іванович — фракція Партії Регіонів;
Члени Комісії:
Андрієвський Дмитро Йосипович — фракція Всеукраїнського об'єднання «Батьківщина»;
Бережна Ірина Григоріївна — фракція Партії Регіонів;
Бєлькова Ольга Валентинівна — фракція Політичної партії «УДАР Віталія Кличка»;
Дейч Борис Давидович — фракція Партії Регіонів;
Клюєв Сергій Петрович — фракція Партії Регіонів;
Кутовий Тарас Вікторович — фракція Політичної партії «УДАР Віталія Кличка»;
Ляпіна Ксенія Михайлівна — фракція Всеукраїнського об'єднання «Батьківщина»;
Немілостівий Віталій Олександрович — фракція Всеукраїнського об'єднання «Батьківщина»;
Нетецька Олена Анатоліївна — фракція Партії Регіонів;
Сенченко Андрій Віленович — фракція Всеукраїнського об'єднання «Батьківщина»;
Слюз Тетяна Ярославівна — фракція Всеукраїнського об'єднання «Батьківщина»;
Фаєрмарк Сергій Олександрович — фракція Всеукраїнського об'єднання «Батьківщина».

## Склад Комісії у Верховній Раді VIII скликання[5]
- голова Комісії — Філатов Борис Альбертович
- перший заступник голови комісії — Лапін Ігор Олександрович
- заступник голови комісії — Різаненко Павло Олександрович
- заступник голови комісії — Унгурян Павло Якимович
- секретар комісії — Усов Костянтин Глібович

члени комісії:
- Войціцька Вікторія Михайлівна
- Донець Тетяна Анатоліївна
- Дубінін Олександр Іванович
- Івахів Степан Петрович
- Кіссе Антон Іванович
- Корнацький Аркадій Олексійович
- Лозовой Андрій Сергійович
- Луценко Ігор Вікторович
- Нечаєв Олександр Ігоревич
- Чекіта Геннадій Леонідович[6].